# Plaue (Brandeburgo sulla Havel)
Plaue è una frazione della città tedesca di Brandeburgo sulla Havel.

## Monumenti e luoghi d’interesse
Castello (Schloss)Costruito dal 1711 al 1716 e restaurato dopo la seconda guerra mondiale, è ornato da un giardino in stile paesaggistico.
Chiesa parrocchiale (Pfarrkirche)Costruzione di origine tardoromanica (XIII secolo) e più volte modificata, è affiancata da un campanile isolato eretto nel 1844.

## Amministrazione
La frazione è amministrata da un "sindaco di frazione" (Ortsvorsteher).